# Jovsa
Jovsa (in ungherese Jósza) è un comune della Slovacchia facente parte del distretto di Michalovce, nella regione di Košice.